# Olga Konstantinovna của Nga
Olga Konstantinovna của Nga (3 tháng 9 [lịch cũ 22 tháng 8] năm năm 1851  – (18 tháng 6 năm 1926) là Vương hậu Hy Lạp với tư cách là vợ của Georgios I của Hy Lạp. Olga từng là nhiếp chính của Hy Lạp trong một thời gian ngắn vào năm 1920.